# Lista de membros do Kiss
Essa é a cronologia completa das várias formações do Kiss, banda de rock que se formou em 1973 em Nova York, Estados Unidos.

## Membros

### Formação atual
- Paul Stanley – vocais, guitarra rítmica (desde 1973)
- Gene Simmons – vocais, baixo (desde 1973)
- Eric Singer – bateria, percussão, vocais de apoio (1991–96, 2001–02, 2004–presente)
- Tommy Thayer – guitarra solo, vocais (desde 2002)

### Ex-integrantes
- Ace Frehley – guitarra solo, vocais (1973–82, 1996–2002)
- Peter Criss – bateria, percussão, vocais (1973–80, 1996–2001, 2002–04)
- Eric Carr – bateria, percussão, vocais de apoio (1980–91; morto em 1991)
- Vinnie Vincent – guitarra solo, vocais de apoio (1982–84)
- Mark St. John – guitarra solo (1984; morto em 2007)
- Bruce Kulick – guitarra solo, vocais de apoio (1984–96)